# ریچارد کوکلینسکی
ریچارد لئونارد کوکلینسکی (انگلیسی: Richard Leonard Kuklinski؛ ۱۱ آوریل ۱۹۳۵ – ۵ مارس ۲۰۰۶) یک آدم‌کشی زنجیره‌ای اهل ایالات متحده آمریکا بود. لقب او «آیسمن» (با ترجمهٔ تحت‌اللفظیِ «مرد یخی») بود، چرا که اجساد قربانیان خود را منجمد می‌کرد تا پزشکی قانونی نتواند زمانِ مرگِ آنان را تعیین کند. وی در بیشتر قتل‌ها از سم سیانور استفاده می‌نمود.
طی دوران فعالیتِ کوکلینسکی، یکی از دوستانِ گانگسترش، به‌سبب بدن قوی و باابهت و همچنین شهرتِ رعب‌انگیز وی، با القاب «ارتش یک‌نفره» و «خودِ ابلیس» از او یاد کرد. کوکلینسکی ۱۹۶ سانتیمتر قد و ۱۲۲ کیلوگرم وزن داشت. کوکلینسکی با همسر و فرزندانش، در حومه شهرِ دامونت، نیوجرسی زندگی می‌کرد و خانواده‌اش از زندگی دوگانه و اعمال وی، اطلاعی نداشتند. پس از آنکه کوکلیسنکی نسبت به دو قتلِ مشکوک، موردِ ظن واقع شد، یک تیم ویژهٔ پلیسی مأمور شد تا پرونده را بررسی کند. پس از یک بازرسی و تحقیق ۱۸ ماهٔ مخفیانه و سرّی، سرانجام کوکلینسکی در سال ۱۹۸۶ میلادی دستگیر شد و در سال ۱۹۸۸ میلادی به حبس ابد محکوم شد.
در نیمهٔ اول دههٔ ۸۰ میلادی، کوکلینسکی در قاچاق مواد مخدر، پورنوگرافی، قاچاقِ اسلحه، پول‌شویی، آدم‌ربایی و قتل‌های قراردادی در سطوح گستردهٔ کشوری دست داشت. با افزایش دایرهٔ بزهکاری او، خطاها و اشتباهاتش نیز زیادتر شد، از جمله آنکه در امحاء و از بین‌بردن اجساد قربانیانش، نظم و دقتِ سابق را به‌کار نمی‌برد. بدین ترتیب، مأموران اجرای قانون که به جنایت‌های او مشکوک شده بودند، دست به تحقیقات گسترده‌ای زده و مدارک و شواهدی علیه جنایت‌های گوناگون او پیدا کردند.
کوکلینسکی یک قاتل قراردادی برای «خانوادهٔ تبه‌کار دِکاوالکانته» در شهرِ نیوآرک، نیوجرسی و همچنین «پنج خانواده تبه‌کار» در شهر نیویورک (از اعضای مافیای آمریکایی) بود که در ازای دریافت پول، برای آنان، آدم می‌کشت.
پس از محکومیتش به قتل، کوکلینسکی در چندین گفتگو اظهار داشت که بیش از ۲۵۰–۱۰۰ مرد را مابین سال‌های ۱۹۴۸ تا ۱۹۸۶ میلادی به قتل رسانده است. با آنکه برخی ادعاهای او ضدونقیض بود و برخی افراد، دربارهٔ حرف‌هایش دچار تردید هستند، با این‌حال پلیس هیچ شکی ندارد که او یک قاتل زنجیره‌ای بود که دست‌کم، چند ده قربانی را، چه به دستور رؤسای سازمان‌های جنایی و چه به‌خاطرِ مقاصدِ شخصیِ خود، به‌قتل رسانده است. بسیاری از ادعاهای کوکلیسنکی توسط «فیلیپ کارلو» و پس از انجامِ بیش از ۲۴۰ ساعت گفتگویِ رو در رو با او، با دلیل و مدرک به اثبات رسید. کوکلیسنکی پس از حبس خود، به پلیس کمک کرد تا تعداد قابل توجهی از پرونده‌های جنایی اثبات‌نشدهٔ خودش را آشکار و حل کند.
کوکلینسکی در یکی از گفتگوهایش ادعا کرده بود که «هیچ‌گاه حاضر به کشتن کودکان نبود» و «به‌احتمال قوی، هیچگاه نیز زن‌ها را نمی‌کشت». با این‌وجود، یکی از دخترانش اظهار داشت که یک‌بار کوکلیسنکی به او گفته است که در صورتی که در اثر عصبانیت شدید و در جریان کتک‌زدن همسرش باربارا، وی در زیر دستانش بمیرد، مجبور خواهد شد تا او (دخترش) و بقیه خواهر و برادرهایش را هم بکشد. در همین‌حال، همسرش باربارا اظهار داشت که کوکلینسکی هرگز به کودکان آسیبی وارد نکرد. به‌هر حال، همسرِ کوکلینسکی اعتراف کرد که بارها از او کتک خورده است و چندین مرتبه دماغش شکسته است. بنا به ادعاهای نیویورک تایمز، کوکلینسکی چندین مرتبه اقدام به خفه‌کردن او با بالش، نشانه‌رفتن اسلحه به سمتش و زیرگرفتن با ماشین کرده بود.
کوکلینسکی بجز چند مورد، دربارهٔ جنایت‌هایش اظهار ندامت نکرد و از انجام آنها پشیمان نبود. وی در گفتگویی در سال ۱۹۹۱ میلادی، یکی از معدود مواردی را از انجامش پشیمان بود، چنین بیان کرد:
مردی بود که [برای نجات جونش] التماس و تمنا و دعا می‌کرد. دائماً می‌گفت خدایا کمکم کن. من بهش گفتم که نیم‌ساعت فرصت می‌دم تا دعا کنه و ببینه خدا از اون بالا میاد پائین که کمکش کنه یا نه. اون یه نیم‌ساعتی دعا کرد. اما خدا پائین نیومد و شرایط رو براش عوض نکرد. [راستش] خیلی خوب نبود. این یه‌کار رو… نباید این یه‌کار رو، انجام می‌دادم. نباید این کار رو به این شکل انجام می‌دادم.
سه فیلم مستند، دو زندگی‌نامه و یک فیلم بلند دربارهٔ زندگی کوکلینسکی ساخته شده است که فیلم‌نامه‌اش، ماحصلِ مصاحبه‌های وی و همچنین مدارکِ کارگروهی از پلیس بود که او را به دست قانون سپرد.
کوکلینسکی در اکتبر ۲۰۰۵ میلادی، ۱۷ سال پس از زندانی‌شدنش دچار نوعی التهاب نادر عروق خونی شد که قابل درمان نبود. وی را به یک گوشهٔ محافظت شده از «بیمارستان سن‌فرانسیس» در شهر ترنتون بردند. کوکلینسکی از پرستاران خواسته بود تا در صورتِ ایست قلبی، عملیات احیای قلبی‌ریوی را بر روی وی انجام دهند، اما همسرش یک درخواستِ قانونی مبنی بر «عدم احیایِ قلبی ریوی»، در موردِ او امضا کرده بود. یک هفته قبل از مرگ کوکلینسکی، مسئولان بیمارستان با همسرش باربارا تماس گرفتند تا ببیند حاضر است این دستورِ «عدم احیایِ قلبی ریوی» را لغو کند یا خیر که باربارا این درخواست را رد کرد. کوکلینسکی در ۵ مارس ۲۰۰۶ میلادی، در سن ۷۰ سالگی درگذشت.